# Walter Lehner
Walter Lehner (* 9. August 1926 in Göllersdorf; † 11. April 2005) war ein österreichischer Politiker (ÖVP) und Stadtrat in Wien.
Lehner kehrte nach der Kriegsgefangenschaft 1945 nach Wien zurück und trat der Österreichischen Volkspartei bei. Er wurde 1947 Fürsorgerat und war zwischen 1952 und 1964 als Bezirksrat in der Josefstadt aktiv. Im Zuge der Landtags- und Gemeinderatswahl 1964 wurde Lehner in den Wiener Landtag und Gemeinderat gewählt und am 25. Oktober 1964 als Abgeordneter angelobt. Am 23. November 1973 wechselte Lehner als Stadtrat ohne Ressort in den Wiener Stadtsenat und die Wiener Landesregierung, schied jedoch mit dem Ende der Amtsperiode der Regierung Gratz II am 13. November 1978 wieder aus der Landesregierung aus. Am 30. April 1981 legte er schließlich auch sein Mandat im Landtag und Gemeinderat zurück.